# AMF Bowling Pinbusters!
AMF Bowling Pinbusters! es un videojuego de bolos basado en tal deporte desarrollado por Atomic Planet Entertainment y publicado por Mud Duck Productions. 

## Jugabilidad
El control de Wii permite al jugador imitar los movimientos usados en el juego de bolos. Hay varios minijuegos disponibles, como Obstáculos y Pool Bowl.
Los jugadores pueden elegir entre ocho personajes únicos, como el surfista, el sargento, la vaquera y el rapero, cada uno con su propia personalidad.

## Recepción
La versión DS recibió críticas mixtas, mientras que la versión de Wii recibió críticas desfavorables, según el sitio web de agregación de revisiones Metacritic .   
Una queja común fue que la última versión de la consola carecía de una opción para jugar con la mano izquierda. IGN se quejó de los estereotipos ofensivos y la terrible jugabilidad de la versión de Wii, y señaló que Wii Sports tenía una mejor simulación de bolos.  GamesRadar dijo de la misma versión: En general, es considerablemente peor de lo que es una quinta parte de Wii Sports : en apariencia, ejecución y entretenimiento.  